# Duluítami
Duluítami en la mitología talamanqueña es hija de Shulákama y Bulumia. 

## Historia
Transformada en un gran árbol mágico al morir su madre y en el descuido de la rana Káchabuké. Llena con diferentes especies de bejucos cuyas flores eran de diversos matices que desprendían aromas por doquiera, ramas cargadas de frutos que atraen a pájaros y gusanos multicolores e infinidad de animales.
Tratan por varias veces derribarla pero Sibö lo impide por varias veces, hasta en un último intento lo cortan por completo y al caer sobre la Tierra y al darle vuelta 4 veces a la misma, Sibö realiza una ceremonia y la transforma en el mar. 
Algunas ramas que se desprendieron y cayeron en diferentes lugares se convirtieron en lagos, pozos lagunas y aguas salinas.